# Zahnkrone

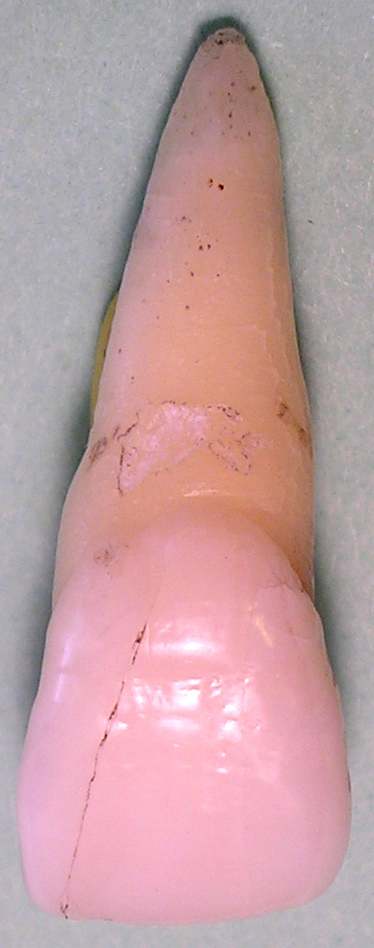
Zahn 21, der linke mittlere obere Schneidezahn. Die Krone ist der durch den Schmelzüberzug glänzende Anteil in der unteren Bildhälfte. Darüber folgen der Zahnhals und die Zahnwurzel.

Die natürliche Zahnkrone (lateinisch corona dentis) ist der Teil eines Zahnes, der aus dem Zahnfleisch herausragt und mit Zahnschmelz bedeckt ist, der härtesten im menschlichen Körper vorkommenden Substanz. Davon abgeleitet steht die im allgemeinen Sprachgebrauch benutzte Bezeichnung „Krone“ für eine künstliche Zahnkrone aus einer Edelmetalllegierung oder aus Keramik (Jacketkrone). Als klinische Krone wird der sichtbare Teil eines Zahnes bezeichnet.
Die Bezeichnung Krone bzw. Zahnkrone rührt daher, dass die Krone eines menschlichen Backenzahns, mit den in der Draufsicht annähernd kreisförmig angeordneten Höckern, einer königlichen Krone ähnelt.

## Die natürliche Zahnkrone
Jeder natürliche Zahn besteht aus der Zahnkrone (Corona dentis), dem Zahnhals (Cervix dentis) und der Zahnwurzel (Radix dentis) und ist aus mehreren Schichten aufgebaut. Bei einem gesunden Zahn sieht man nur die Krone, die aus dem Zahnschmelz besteht, der wie eine Glasur das innen liegende Zahnbein (Dentin) bedeckt. Das Dentin wiederum umschließt das Zahnmark (Pulpa). Der Zahnschmelz (lateinisch: Enamelum) ist die härteste Substanz des menschlichen Körpers mit einer Vickershärte von 250 bis 550 und einer Druckfestigkeit von 300 bis 450 MPa. Sein Elastizitätsmodul beträgt 50.000–85.000 MPa (Körber, 1995). Der Zahnschmelz wird von schmelzbildenden Zellen, den Adamantoblasten (auch Ameloblasten genannt), gebildet. Er besteht zu 95 Prozent aus Hydroxylapatit (Ca5(PO4)3 OH), einem kristallinen Material, dessen Hauptanteile Calcium und Phosphate sind. Der Zahnschmelz ist für wasserlösliche Stoffe geringfügig durchlässig, zum Beispiel für seine Bestandteile Calcium und Phosphat, sowie für Fluoride.
Die Krone wird von der Zahnwurzel, die im Knochen verankert ist, getragen. Der Übergang von der Zahnkrone zur Zahnwurzel wird Zahnhals genannt.
Wenn bei krankhaften Veränderungen (z. B. bei einer Entzündung des Zahnfleisches, (Parodontitis), aber auch bei einer nichtentzündlichen Atrophie (Parodontitis) der Gingiva) der den Zahn als ganzes haltende Knochen zurückgeht, verlängert sich optisch der Teil des Zahnes, der aus dem Knochen herausragt.

## Die künstliche Krone
Für eine künstliche Krone wird die natürliche Zahnkrone präpariert, das heißt, sie wird bis ca. 1 mm unter den Zahnfleischsaum rundherum zylindrisch oder leicht konisch beschliffen. Am Zahnhals wird eine meist hohlkehlförmige Stufe angelegt. Auch bei der Kaufläche beziehungsweise Schneidekante muss so viel abgeschliffen werden, dass genügend Platz zum Gegenbiss ist. Dieser so präparierte Zahnstumpf wird mit einer speziellen Abformmasse (Silikon oder Hydrokolloid) abgeformt. Mithilfe dieser Abformung kann der Zahntechniker dann ein Arbeitsmodell erstellen, auf dem er die Krone fertigen kann.
Bis zur Fertigstellung der zahntechnischen Arbeit muss der beschliffene Zahn gegen thermische und chemische Reize sowie vor einer Stellungsänderung durch eine möglichst gut approximal und okklusal abgestützte und zervikal passende provisorische Krone (meist aus Kunststoff) geschützt werden, die mit einem leicht wieder zu lösenden, relativ weichen Befestigungszement auf den Zahnstumpf geklebt wird.
Künstliche Kronen können auf Zahnstümpfen, Stiftaufbauten, aber auch auf Zahnimplantaten eingegliedert werden.
Wenn noch ausreichend restliche Zahnhartsubstanz vorhanden ist, kann der Zahnstumpf mittels einer Aufbaufüllung komplettiert werden. In anderen Fällen kann ein Stiftaufbau im Wurzelkanal verankert werden. Bei tiefzerstörten Zähnen kann eine chirurgische Kronenverlängerung durchgeführt werden.

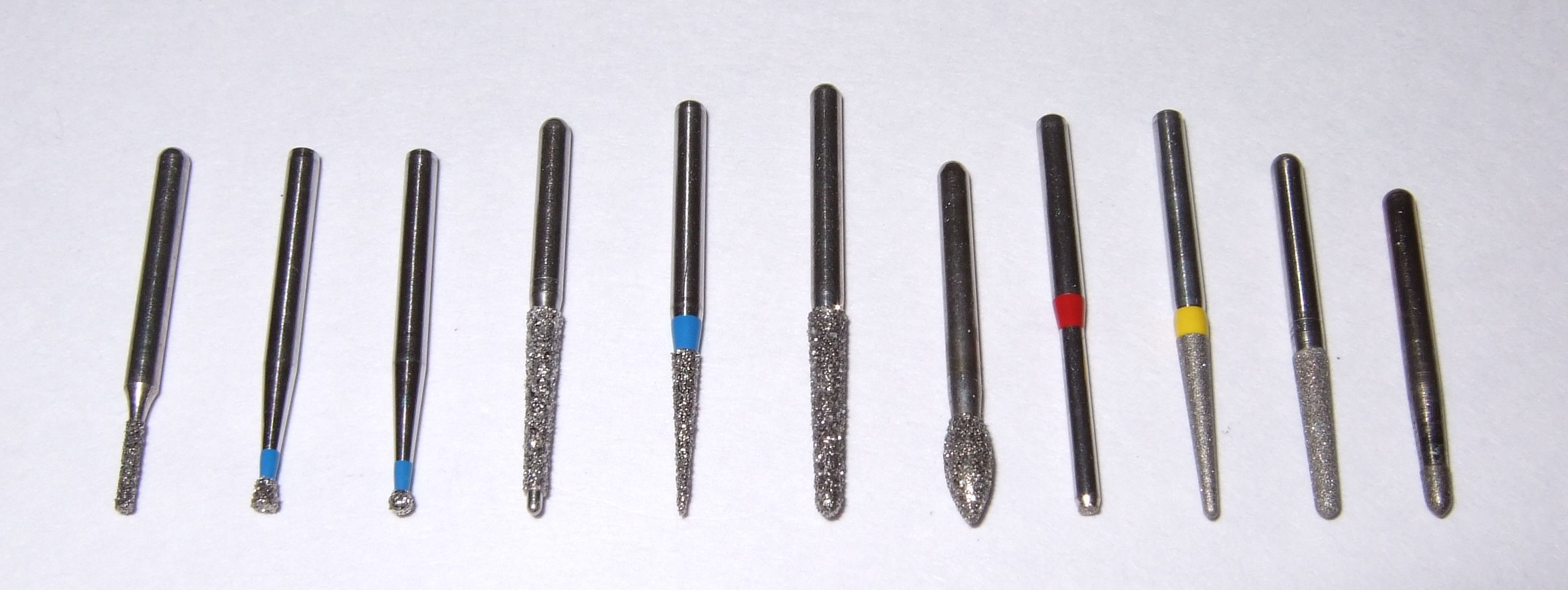
Schleifkörper mit Diamantbelägen für Turbine oder Winkelstück. Die farbigen Ringe markieren die Körnung.
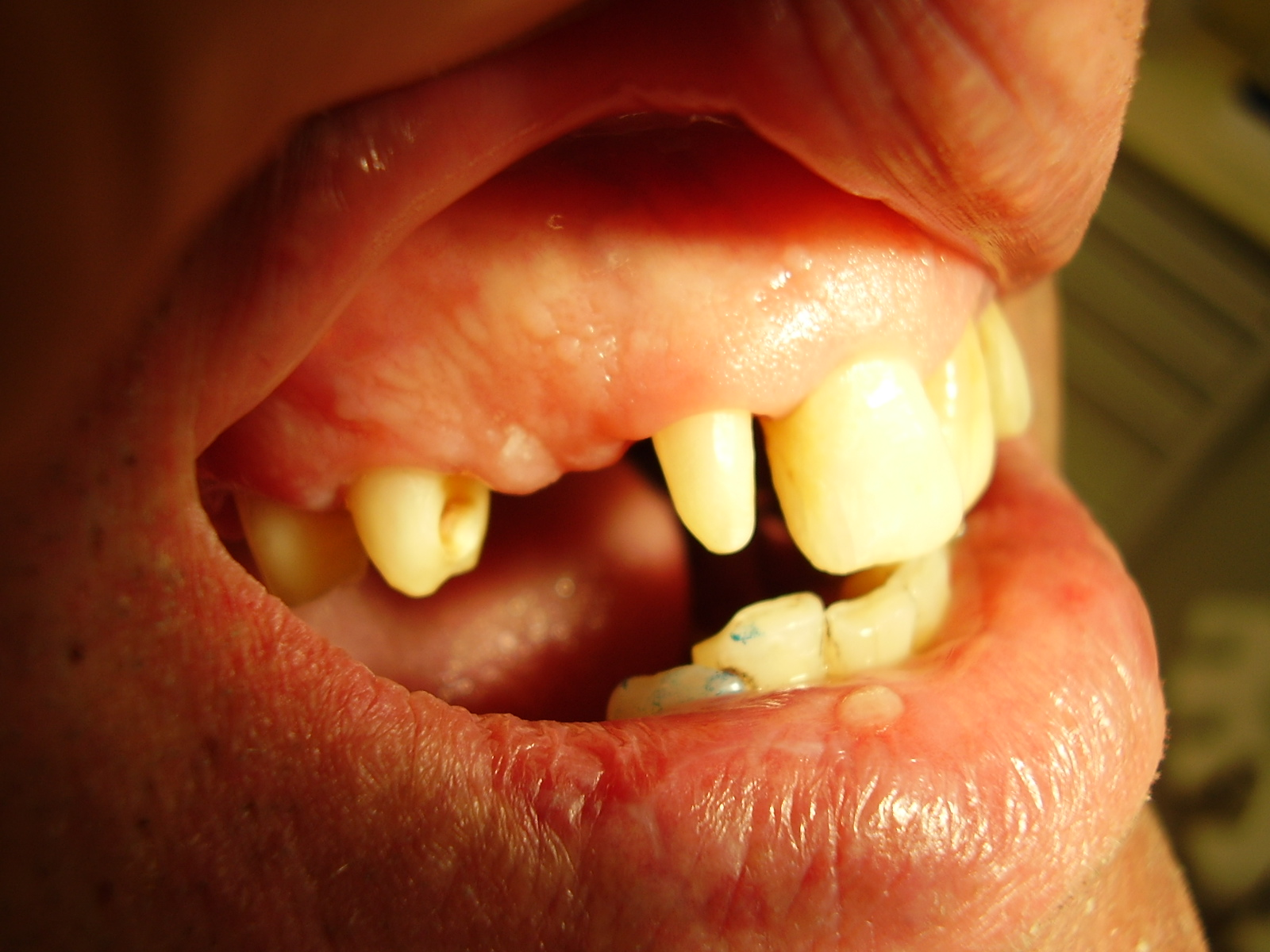
Präparierte Zahnstümpfe der Zähne 11, 14 und 16 mit Hohlkehl-Präparation unterhalb des Zahnfleischsaumes
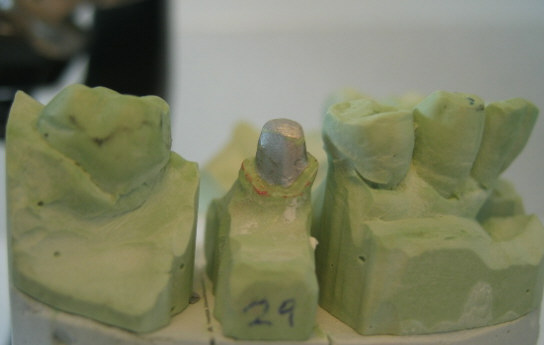
Zahnstumpf im Arbeitsmodell
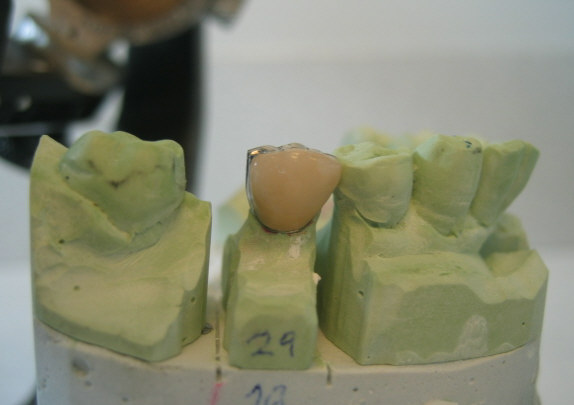
Mit Keramik teilverblendete VMK-Krone auf dem Arbeitsmodell
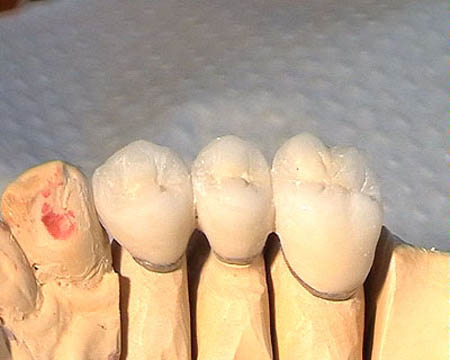
Vollverblendete verblockte Kronen auf den Zähnen 24, 25 und 26 auf dem Arbeitsmodell
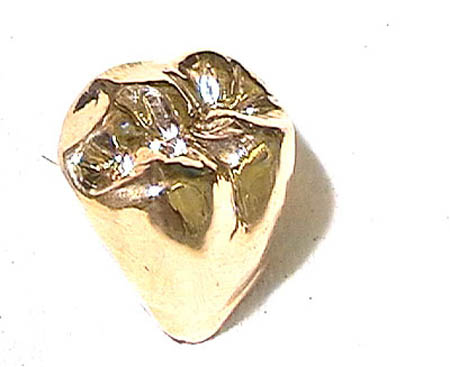
Vollgusskrone, Molar, Goldlegierung
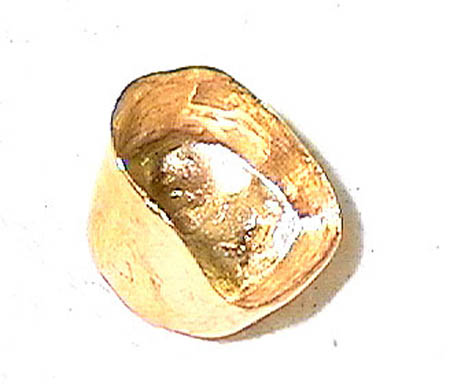
Vollgusskrone von innen, Molar, Goldlegierung
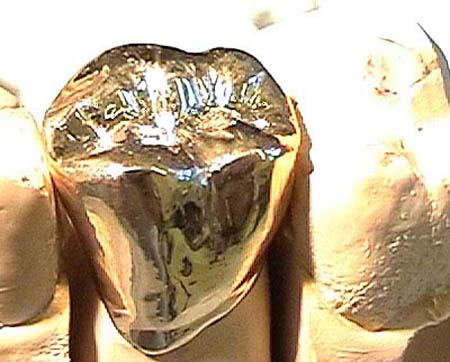
Vollgusskrone auf dem Sägestumpfmodell (Gipsmodell)
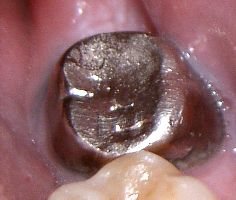
Zahnkrone (vermutlich gestanzt) – entspricht nicht mehr dem heutigen deutschen Standard
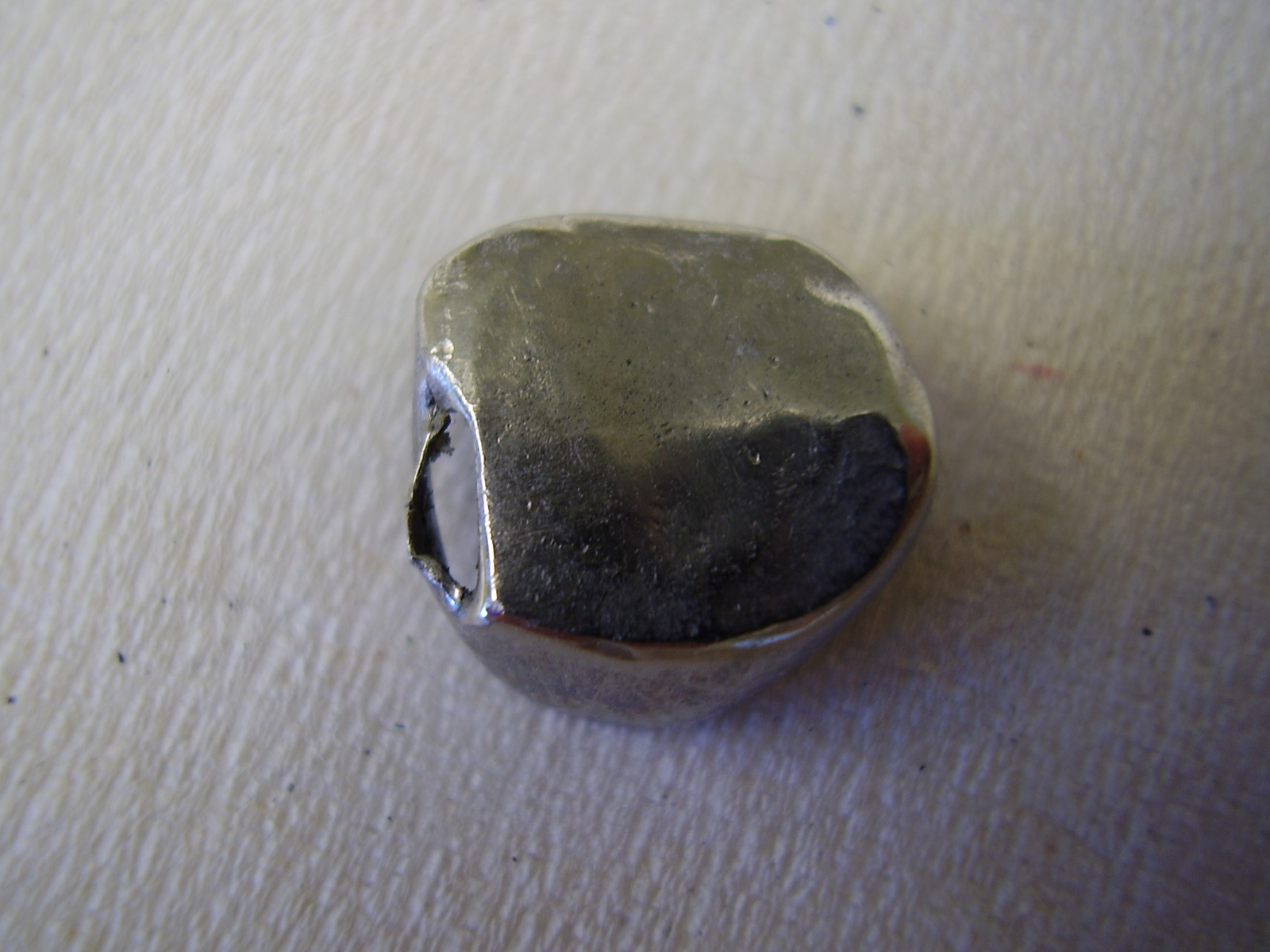
Defekte, weil approximal perforierte Krone mit völlig unzulänglicher Kauflächenmodellation
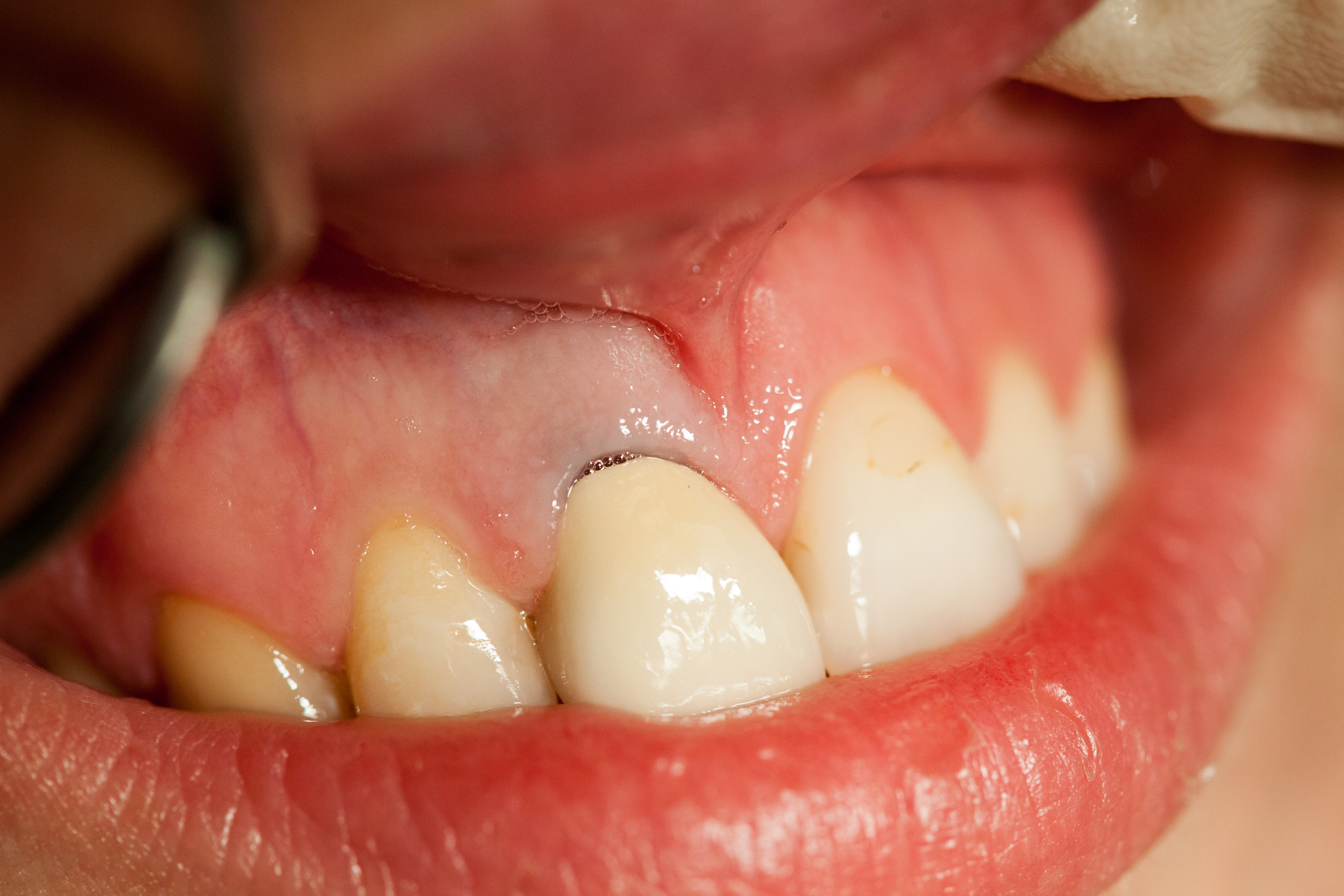
VMK-Krone mit zu kurzem Kronenrand
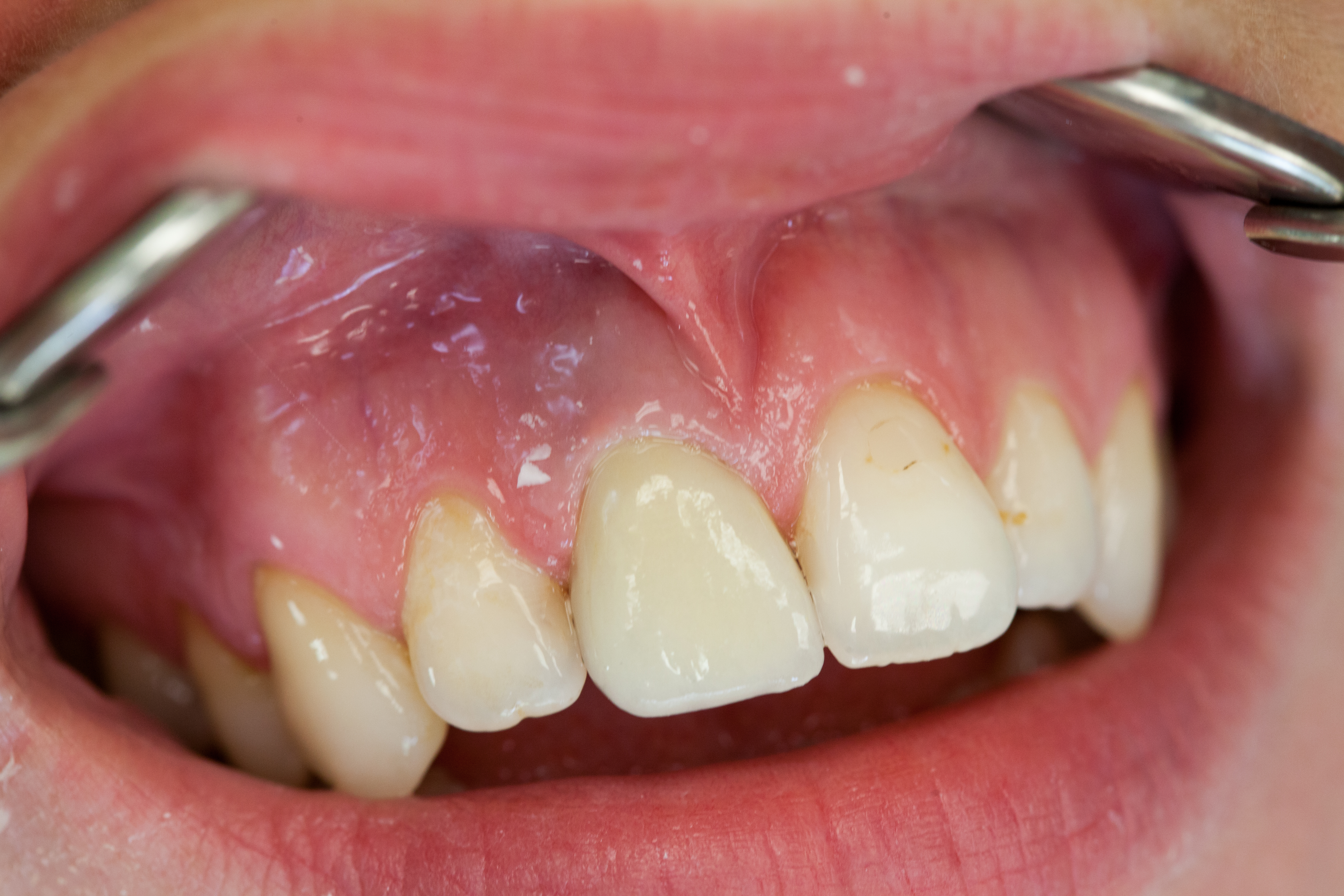
Gleicher Patient mit längerem Kronenrand, aber dunkler Gingiva wegen dunkler Wurzel nach WSR

### Materialien

#### Metallbasierte Kronen
Die metallbasierte Krone kann aus einer hochwertigen Goldlegierung, einer goldreduzierten Legierung, Titan oder einer Nichtedelmetalllegierung (NEM) gefertigt werden. Bei den preiswerteren goldreduzierten Legierungen kann es durch die Beimischung weniger edler Metalle, wie zum Beispiel Palladium, unter Umständen zu Allergien oder auch Verfärbungen der Mundschleimhaut kommen. Daher entwickelte man neben den teuren „Hochgold“-Legierungen auch Nichtedelmetalllegierungen, biokompatible edelmetallfreie Legierungen oder Titan als preiswerte Alternative.
Die metallbasierten Kronen können als unverblendete Vollgusskronen, teilverblendete Kronen bzw. vollverblendete Kronen hergestellt werden. Das Verblendmaterial kann entweder ein Verblendkunststoff auf Komposit-Basis (d. h. eine Mischung aus einer Harzmatrix und keramischen Füllstoffen) oder Keramik sein (Verblend-Metall-Keramik – VMK). Letztere erfordern wegen der hohen Aufbrenntemperatur (800–900 °C) spezielle Aufbrennlegierungen, die beim Brennvorgang eine haftvermittelnde Oxydschicht (Haftoxide) bilden. Die Keramikverblendung ist aufwändiger, hat aber gegenüber der Kunststoffverblendung den ästhetischen Vorteil besserer Farbstabilität und eine höhere Abrasionsstabilität. Diese kann aber auch von Nachteil sein, weil deren enorme Härte eine gleichmäßige Abrasion (natürliches Einschleifen) verhindert und die Antagonisten (gegenüberliegende Zähne) überproportional „abgekaut“ werden. Die Folge können Kiefergelenksbeschwerden sein.

#### Kronen auf Galvano-Gold-Basis
Eine Zwischenstellung nehmen Kronen mit galvanisch geschiedenen Grundgerüsten ein. Diese werden bei Zimmertemperatur elektrochemisch aus reinem (999) Gold angefertigt und zahnfarben verblendet. Sie vereinen sehr gute Körperverträglichkeit, Passgenauigkeit und hohe Ästhetik, sind jedoch anfälliger für Verarbeitungsfehler.

#### Vollkeramik-Kronen

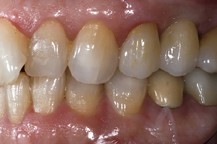
Vollkeramikkrone an Zahn 24 (im Bild: obere Zahnreihe, 4. Zahn von links)

Vollkeramikkronen haben statt des Metallgerüsts in der Regel einen Kern, der dann überbrannt wird. Der Kern kann auf einem CNC-Bohr- und Fräswerk aus Zirkonoxid gefräst werden und wird dann mit Keramik verblendet. Daneben besteht die Möglichkeit, bei hoher Temperatur aus flüssiger Keramik die Krone ausschließlich aus Keramik zu pressen (Presskeramik). Dabei ist ein weiteres Verblenden nicht mehr unbedingt nötig, bietet jedoch Vorteile für die Herstellung von Transluzenz und Opaleszenz. So kann eine natürliche Farbwirkung nachgebildet werden.
Vollkeramikkronen verursachen durch eine geringere Wärmeleitfähigkeit weniger thermische Reize.

## Historische Kronenarten

### Bandkrone
Die Bandkrone war eine früher gebräuchliche Art der Zahnkrone. Um den präparierten Zahnstumpf wurde hierbei ein Metallband gelegt; die Krone selbst bestand zumeist aus einer Goldlegierung.

### Ring-Deckel-Krone
Bei der früher gebräuchlichen Ring-Deckel-Krone wurde zuerst aus einem passend zurechtgeschnittenem Stück Goldblech ein Ring für die Seitenwände gelötet. Danach wurde vom Zahnarzt im Munde eine dazu passende Kaufläche, der „Deckel“, aus Wachs modelliert, vom Zahntechniker gegossen und anschließend auf den vorbereiteten Ring gelötet. Nachteil war ein gar nicht oder nur schwach ausgeprägter Zahnäquator. Die Wände der Ringdeckelkrone waren in vertikaler Ausdehnung praktisch parallel. Mittels spezieller Zangen („Buckelzange“) wurde ein Zahnäquator schwach angedeutet. Der zweite wesentliche Nachteil war der schlechte Kronenrandschluss. Der Zahntechniker passte den Kronenrand am Gingivasaum nach Augenmaß am Gipsmodell an. Was dann am Patienten noch nicht passte, hat der Zahnarzt passend gemacht. Weil eine Sichtkontrolle nicht möglich war, schnitt dabei der Kronenrand oft tief in den Zahnfleischsaum ein und zerstörte das Attachment. Im Vergleich zur heutigen Gusstechnologie war der Randspalt um einige Größenordnungen größer.

### Gestanzte Krone

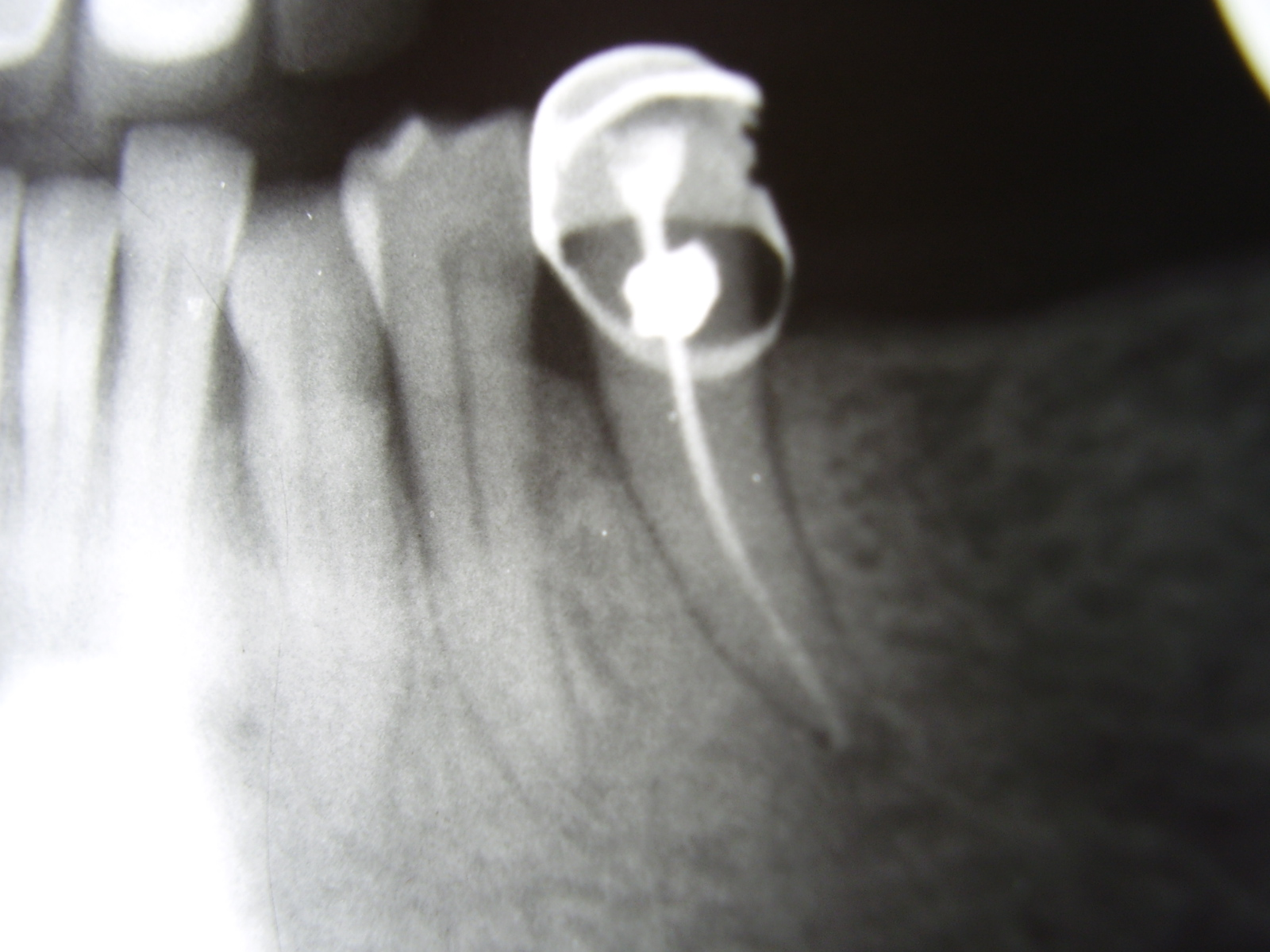
Fensterkrone im Röntgenbild (Ring-Deckel-Krone oder gestanzte Krone – ausgeschnitten für die vestibuläre Kunststoffverblendung)

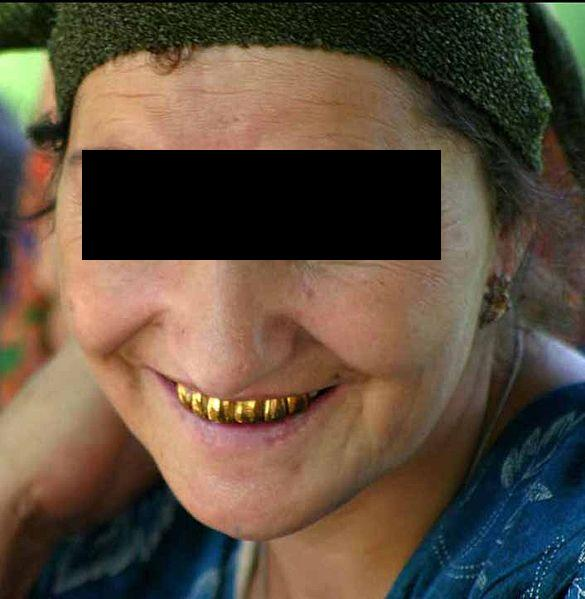
Gestanzte Goldkronen auf Oberkiefer-Schneidezähnen

Eine lange Zeit noch in Russland verbreitete Herstellungsart für Kronen war die gestanzte Krone („Scharpey-Krone“). Aus vorkonfektionierten Blechhülsen (aus Stahl) – ein Ring mit einem in ca. 10 verschiedenen Durchmessern verfügbaren Deckel – entstand mit Hilfe einer sehr stabilen mechanischen Spezialpresse zuerst der passende Durchmesser. Mehrere aufeinanderfolgende „Pressvorgänge“ stauchten die Hülse genau auf den erforderlichen Durchmesser zusammen. Das Prinzip ähnelt der Drahtherstellung, bei der ein durch eine etwas zu enge Düse gezogener dicker Draht länger und schmaler wird. Die vorgefertigten Kronenhülsen wurden mittels eines stabilen Stempels, der in die Hülse griff und an einem ca. 1 m langen Hebel befestigt war, durch ein etwas zu kleines Loch gepresst. Die Press-Löcher wurden immer kleiner gewählt, bis zum gewünschten Durchmesser. Die Anpassung der Länge der Krone erfolgte – wie bei der Ring-Deckel-Krone – am Gipsmodell nach Augenmaß – mittels Kronenschere und Buckelzange. Mit der folgenden Methode versah man die Kaufläche mit einem Kauflächenprofil (Höcker und Fissuren): Auf den Gipsstumpf wurde ein Zahn in Wachs modelliert, wobei es lediglich auf die Modellierung der Kaufläche ankam. An den Seiten durfte das Zahnmodell keinen ausgeprägten Zahnäquator haben. Von dieser Wachskrone wurde zusammen mit dem einzelnen Gipsstumpf des Zahnes ein Gipsabdruck genommen, und dann mit einem niedrigschmelzenden Metall (Zinnlegierung; am Bunsenbrenner schmelzend) ausgegossen. So erhielt man einen fertig modellierten Zahn in massivem Metall (Zinnlegierung), der später als Patrize diente (positive, erhabene Vaterform). Von der Patrize wurde eine massive Gegenform gegossen: ein dünner Trennfilm kam auf die Matrize und man fertigte einen Abguss mit der leicht schmelzenden Metalllegierung. Dieser zweite Metallklotz diente später als Matrize (vertiefte, negative Mutterform). Die umhüllende Matrize ließ sich nur von der teilweise eingeschlossenen Patrize lösen, indem die Matrize an drei Sollbruchstellen in drei Teile gespalten wurde. Nun wurde die vorbehandelte Hülse (Durchmesser und Kronenrand passend gemacht) über die Matrize geschoben. Die dreigeteilte Patrize wurde über die Hülse gestülpt – alles erfolgt in einem trichterförmigen „Montagering“. Mit sehr kräftigen Hammerschlägen wurde dann die Kaufläche der Hülse zwischen der Matrize und der Patrize geformt. Der Nachteil der Methode ist, dass sich so keinerlei spitze Höcker oder scharf gezeichnete Fissuren modellieren ließen. Außerdem sind die Hülsen am Kronenrand kreisrund, was fast nie der tatsächlichen Form des Zahnstumpfes entspricht. Entsprechend kommt es oft zu verhältnismäßig großen Kronenrandspalten, die in der Praxis oft erstaunlich kariesresistent sind und durch den Befestigungszement überbrückt werden. Derartige Kronen können auch aus Goldhülsen hergestellt werden, was den erforderlichen Kraftaufwand deutlich reduziert. Die noch massenhaft von russischen Spätaussiedlern getragenen Goldkronen deuten auf diese Herstellungsart hin: sie haben nur eine schwach angedeutete Modellation der Kauflächen und oft einen großen Randspalt. Die Goldkronen sind aus einem sehr dünnen Goldblech gefertigt, daher auf Röntgenbildern teilweise transparent. Die Kronen wurden meist aus dem eigenen Gold der Patienten gefertigt, und nicht wie bei Gusskronen üblich aus speziellen Zahngoldlegierungen.
Mit den gestanzten Goldkronen lassen sich auch Brücken fertigen – für jeden Brückenpfeiler entsteht eine Goldkrone. Die einzelnen Brückenspannen werden getrennt in Gold gegossen. Zum Schluss wird alles miteinander verlötet. Solche Lötstellen sind Schwachstellen in dieser Brückenkonstruktion, weil sie den auftretenden Kräften oft nicht standhalten, sich schnell verfärben und sich gelegentlich lösen.
Die Goldkronen wurden in großem Umfang auch zu Schmuckzwecken für völlig gesunde Frontzähne (Oberkiefer) gefertigt. („Wer sich Goldzähne leisten kann, ist wohlhabend.“) Gegenwärtig ist das Tragen von einzelnen Goldkronen zu Schmuckzwecken auch bei Afroamerikanern in den USA beliebt. Weitere moderne Formen von Zahnschmuck sind Twinkles (Schmucksteine, Goldapplikationen) und Grills in der Hip-Hop-Kultur. Bis zum Aufkommen der zahnfarbenen Füllungen für den Frontzahnbereich war es auch in Deutschland schick (oder zumindest nicht anstößig) eine sichtbare Goldgussfüllung (Inlay) zur Reparatur von Defekten im Frontzahnbereich (häufig mit Eckenaufbau) zu tragen. Die ersten zahnfarbenen Füllungen – Silikatzemente – waren mechanisch eher instabil und wuschen sich auch langsam aus. Erst mit dem Aufkommen der zahnfarbenen Kompositfüllungen kamen sichtbare Goldinlays ganz aus der Mode.
Die russischen Goldkronen erfordern für den herstellenden Zahnarzt nur einen geringen Aufwand bei der Präparation des Zahnstumpfes. Es wird nur ein geringer Teil des Zahnschmelzes weggeschliffen, gerade so viel, dass der Zahnäquator verschwindet. Oft nicht einmal das vollständig, weshalb der Kronenrand dann zwangsläufig etwas vom Zahnhals abstehen muss. Auch zwischen den Zähnen und auf der Kaufläche muss nur sehr wenig weggeschliffen werden – gerade so viel, dass das dünne Goldblech dazwischen passt. Unter dem Assimilationsdruck und als Ausdruck ihrer Integrationsbemühungen versuchen viele russische Spätaussiedler, ihre Goldkronen gegen zahnfarbene Kronen austauschen zu lassen. Die Zahnstümpfe unter den Goldkronen sind manchmal nur so schwach weggeschliffen, dass sie nicht unbedingt überkront werden müssen.
Ein Vorteil gestanzter Kronen ist, dass der Zahntechniker nur eine sehr geringe technische Ausstattung benötigt – für die kostenlose medizinische Versorgung in der Sowjetunion ein sehr wichtiges Kriterium. Überdies ist für gestanzte Kronen wesentlich weniger (Edel-)Metall erforderlich als für Gusskronen.